# Lee Han-beom
Lee Han-beom (en coréen : 이한범), né le 17 juin 2002 à Daegu en Corée du Sud, est un footballeur international sud-coréen évoluant au poste de défenseur central au FC Midtjylland.

## Biographie

### FC Séoul
Né à Daegu en Corée du Sud, Lee Han-beom rejoint le FC Séoul en janvier 2021 en provenance du Lycée Boin. Il est notamment recruté en raison de sa grande taille, ses qualités physiques et défensives, ainsi que sa technique balle au pied. Le transfert est annoncé le 31 décembre 2020,. 
Lee joue son premier match de K League 1 face au Jeju United, le 21 avril 2021. Il est titularisé au poste d'arrière droit et son équipe s'incline (2-1 score final).
Le 10 juillet 2022, Lee Han-beom inscrit son premier but en professionnel, lors d'une rencontre de championnat face au Suwon FC. Il marque après être entré en jeu mais ne peut empêcher la défaite de son équipe (4-3 score final). Durant l'année 2022, Lee Han-beom s'impose dans l'équipe première en devenant un joueur régulier. Considéré comme l'un des jeunes joueurs les plus prometteurs du championnat, il est notamment comparé à son compatriote Kim Min-jae.

### FC Midtjylland
Le 28 août 2023, Lee Han-beom rejoint le Danemark afin de s'engager en faveur du FC Midtjylland. Il signe un contrat de quatre ans, soit jusqu'en juin 2027. Il y retrouve un autre joueur sud-coréen arrivé cet été, en la personne de Cho Gue-sung,. 

### En sélection
Lee Han-beom représente l'équipe de Corée du Sud des moins de 17 ans. Avec cette sélection il participe à la coupe du monde des moins de 17 ans en 2019. Lors de cette compétition organisée au Brésil il joue les cinq matchs de son équipe en tant que titulaire et dans leur intégralité. La Corée du Sud se hisse jusqu'en quarts de finale, où elle est battue par le Mexique (0-1 score final).
Le 10 juin 2025, Lee Han-beom honore sa première sélection avec l'équipe nationale de Corée du Sud, lors d'un match face au Koweït. Il est titularisé et son équipe s'impose par quatre buts à zéro.